# Heliconia wagneriana
Heliconia wagneriana ist eine Pflanzenart aus der Familie der Helikoniengewächse (Heliconiaceae). Sie ist in Mittelamerika und dem nördlichen Südamerika heimisch.

## Beschreibung
Heliconia wagneriana wächst als große, immergrüne, ausdauernde krautige Pflanze und erreicht Wuchshöhen von 1,75 bis 4 Metern. Es wird meist nur ein unverzweigter „Pseudostamm“ gebildet mit drei bis vier Laubblättern mit gewellter Spreite. Das je „Pseudostamm“ längste Blatt ist dabei bis zu 150 Zentimeter lang und 30 Zentimeter breit.
Die bis zu 21 Zentimeter langen Blütenstände stehen aufrecht, je Blütenstand finden sich zweizeilig angeordnet sieben bis dreizehn Tragblätter. Jeder Wickel besteht aus 15 bis 20 Blüten. Die zwittrigen Blüten sind dreizählig. Die Blütenhüllblätter sind an ihrer Basis weiß, zum äußersten Ende hin aber dunkelgrün und weitgehend kahl, nur an den Kelchblättern gelegentlich schwach rauhaarig.

## Verbreitung
Heliconia wagneriana ist von Belize durch das ganze Mittelamerika bis nach Kolumbien verbreitet.

## Systematik und Botanische Geschichte
Die Art wurde 1890 von Otto George Petersen erstbeschrieben. Carl Ernst Otto Kuntze benannte 1891 die Art Bihai wagneriana.

## Nachweise
- Anton Weber, Werner Huber, Anton Weissenhofer, Nelson Zamora, Georg Zimmermann: An Introductory Field Guide To The Flowering Plants Of The Golfo Dulce Rain Forests Costa Rica. In: Stapfia. Band 78, Linz 2001, S. 140, ISSN 0252-192X / ISBN 3-85474-072-7, zobodat.at [PDF]